# Fredrik Sörensen
Fredrik Christian Sörensen, född 25 september 1864 i Lund, död 2 januari 1929 i Arboga, var en svensk borgmästare. 
Sörensen blev student vid Lunds universitet 1882, avlade hovrättsexamen 1889 och blev vice häradshövding 1892. Han var ombudsman vid Varberg–Borås Järnvägs AB 1893, blev förste rådman i Varbergs stad 1894 och borgmästare i Arboga stad 1900. Han innehade även kommunala och enskilda uppdrag och var bland annat vice ordförande i styrelsen för Arboga samskola från 1905.